# Sommet pour l'action sur l'intelligence artificielle
Le Sommet pour l'action sur l'intelligence artificielle, abrégé SAIA, est un événement international portant sur la coopération et la réglementation de l'intelligence artificielle, ayant lieu les 10 et 11 février 2025, à Paris, en France. Il a réuni des représentants de plus de 100 pays. Le sommet, coprésidé par la France et l'Inde, a été l'occasion d'encourager la coopération internationale et de mettre en lumière la place de la France dans le développement de l'intelligence artificielle. Une nouvelle fondation dite Current AI a été lancée à cette occasion ; et 61 pays et l'Union européenne ainsi que la Commission de l'Union africaine ont signé une position commune pour s'accorder sur une IA « ouverte », « inclusive » et « éthique », mais les États-Unis et le Royaume-Uni n'ont pas souhaité s'inscrire dans cette dynamique.

## Histoire

### Contexte

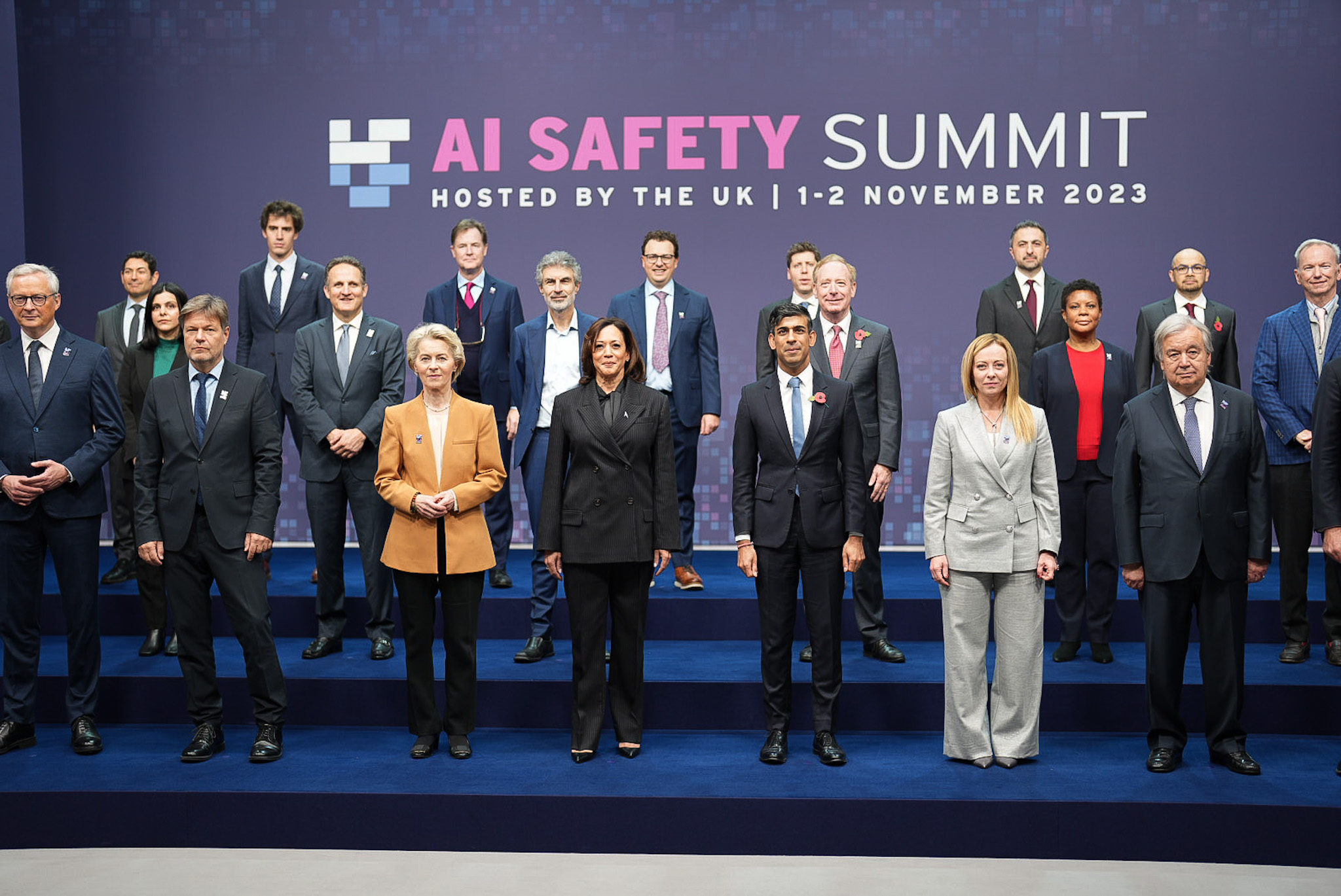
Un précédent et premier sommet, consacré à la sûreté de l'IA, s'était tenu en novembre 2023 à Londres.

Depuis les années 2010, l'IA a connu des avancées spectaculaires, notamment en matière d'IA générative (IAg) et avec l'apparition de DeepSeek peu avant le sommet, ouvrant de nouveaux champs de possibilités, mais en contribuant à l'aggravation de l'impact humain sur l'environnement et en générant nouveaux risques dans de nombreux domaines tels que la médecine, l'éducation, la culture ou encore l'industrie mais aussi dans les domaines militaires et de la désinformation. Son développement très rapide pose des problèmes de consommation d'énergie, de métaux, de terres rares et d'eau (pour le refroidissement des fermes de serveurs), écologiques, éthiques, sociaux, économiques, juridiques (droit d'auteur et protection des données en particulier ; un sujet qui a justifié, en France, la création d'un nouveau service consacré à l'IA au sein de la CNIL, l'Autorité de protection des données en France).
Ce sommet s'inscrit dans les suites du sommet de 2023 qui était lui consacré à la sécurité et à la réglementation de l'intelligence artificielle, et plus largement dans une dynamique — encore émergente —, de création d'un cadre de coopération mondiale pour encadrer l'IA et son développement. Il s'inscrit aussi dans les suites du « Pacte numérique mondial », et du « Pacte pour l'avenir » (adopté par le sommet de l'ONU, à New York, en septembre 2024, pour améliorer le présent tout en préservant l'avenir). Il a réuni des experts, des décideurs politiques et des acteurs de l'industrie du numérique du monde entier, afin de discuter des actions à mener pour trouver les moyens de progresser vers une IA bénéfique, responsable, éthique et inclusive pour tous,et pour faire de la France et de l'Inde (qui travaille à son propre modèle de LLM) des leaders du domaine[réf. nécessaire], grâce à des efforts de formation, d'infrastructure et de gouvernance.
En 2024, les États-Unis disposent en 2024 de 2 109 centres de données, soit 37,8 %, de la capacité mondiale, contre 1 244 centre de données pour l'ensemble des pays de l'Union européenne (22,3 %), et environ 250 en France.
Peu avant le sommet, le 21 janvier 2025, le président américain Donald Trump a annoncé The Stargate Project (ou Stagate LLC2), une entreprise américaine d'intelligence artificielle créée par Microsoft, OpenAI, SoftBank, Oracle et MGX3, prévoyant jusqu'à 500 milliards de dollars d'investissement dans l'infrastructure d'IA aux États-Unis d'ici 2029. À Paris, les États-Unis n'ont pas souhaité, à ce stade, s'inscrire dans la dynamique du sommet ; tout comme le Royaume-Uni.
OpenEuroLLM est un projet d'IA européenne, soutenu par la Commission européenne dans le cadre du Programme pour une Europe numérique, visant à développer des LLM alternatifs aux grands modèles dominants venus des États-Unis et de la Chine, respectant les valeurs et la diversité linguistique européennes, conforme à la réglementation de l’UE, qui soient aussi transparents, open-source et adaptables aux besoins des industries, des entreprises et des services publics en Europe. Elle débute avec un consortium de 20 partenaires associant des centres de calcul haute performance à des universités et institutions de recherche,,.

### Organisation

Logo officiel de l'évènement

Les contours du sommet international se précisent le 15 janvier 2025, à l'issue d'un conseil des ministres français, quand la ministre de l'Intelligence artificielle et du Numérique, Clara Chappaz, annonce qu'il est prévu une coprésidence entre la France et l'Inde sous le nom de « Sommet pour l'action sur l'intelligence artificielle ». Le même jour, un dossier de présentation est diffusé par l'Élysée. L'évènement international, s'étalant sur deux journées, sera rythmé par de nombreux échanges, débats et annonces d'investissements majeurs.
Les discussions préparatoires ont notamment pointé les sujets suivants :
- nécessité d'une approche multipartite, associant la gouvernance internationale (ONU, Europe..), les gouvernements, les entreprises du domaine de l'IA et les entreprises impactées par l'IA, chercheurs, société civile, à la réflexion et à la prise de décision sur l'IA ; il s'agit notamment de protéger la démocratie, en luttant contre la désinformation, de protéger les données privées, la vie privée et des droits fondamentaux des groupes et individus.
- Importance de l'éducation et de la formation (y compris des citoyens) aux enjeux de l'IA et pour mieux utiliser l'IA dans l'éducation, et développer les compétences nécessaires aux nouveaux métiers de l'IA ou susceptibles d'utiliser l'IA ;
- besoin de financements, éventuellement mutualisés pour la recherche et développement dans le domaine ;
- besoin de datacenters (le gouvernement français annonce la création de 35 centres de données pour accélérer le développement de l'IA)[réf. souhaitée] ;
- nécessité de réduire les énergétique et écologique de l'IA[8].

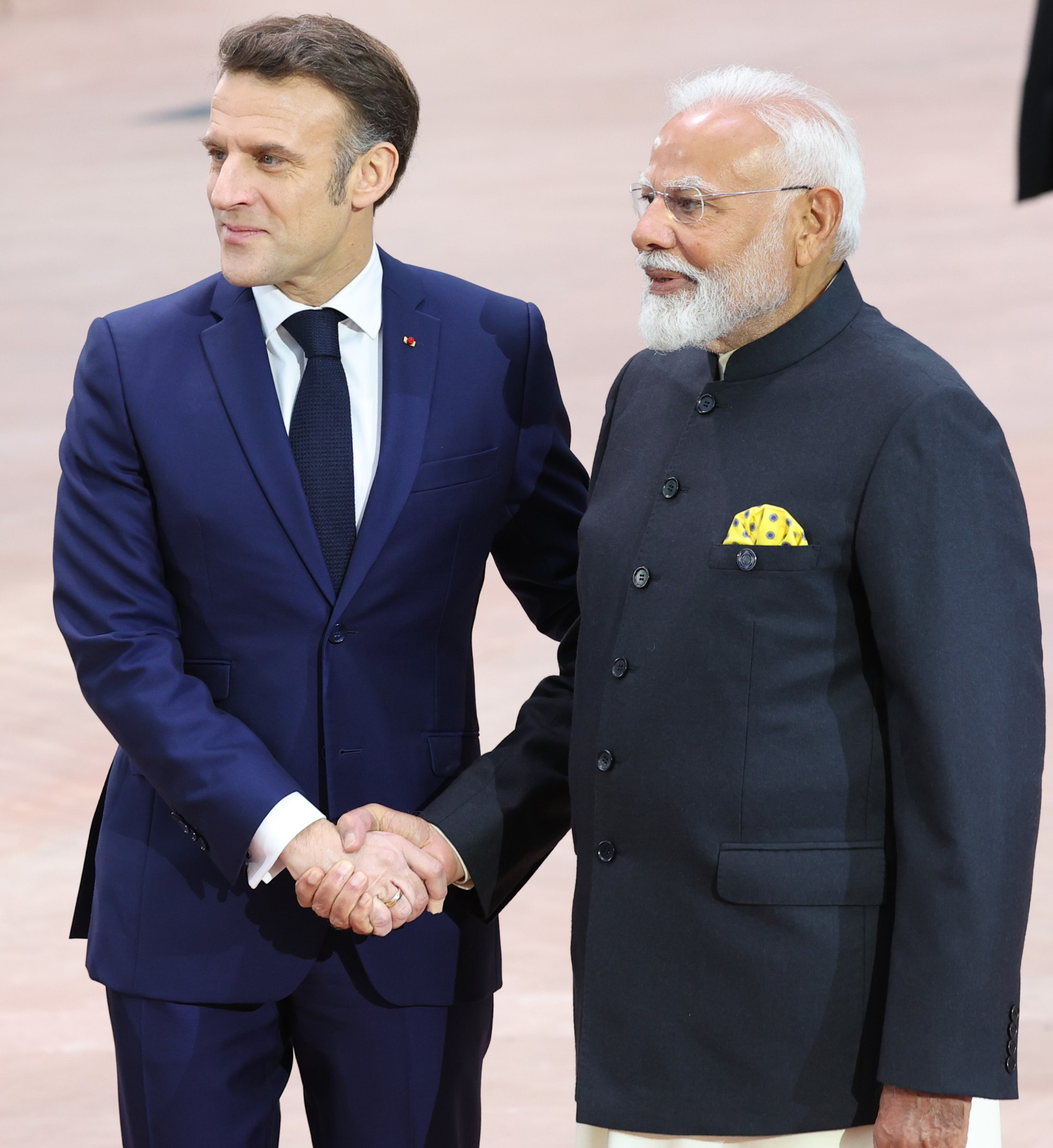
Le Président Emmanuel Macron accueillant le Premier ministre indien Narendra Modi pendant le Sommet.

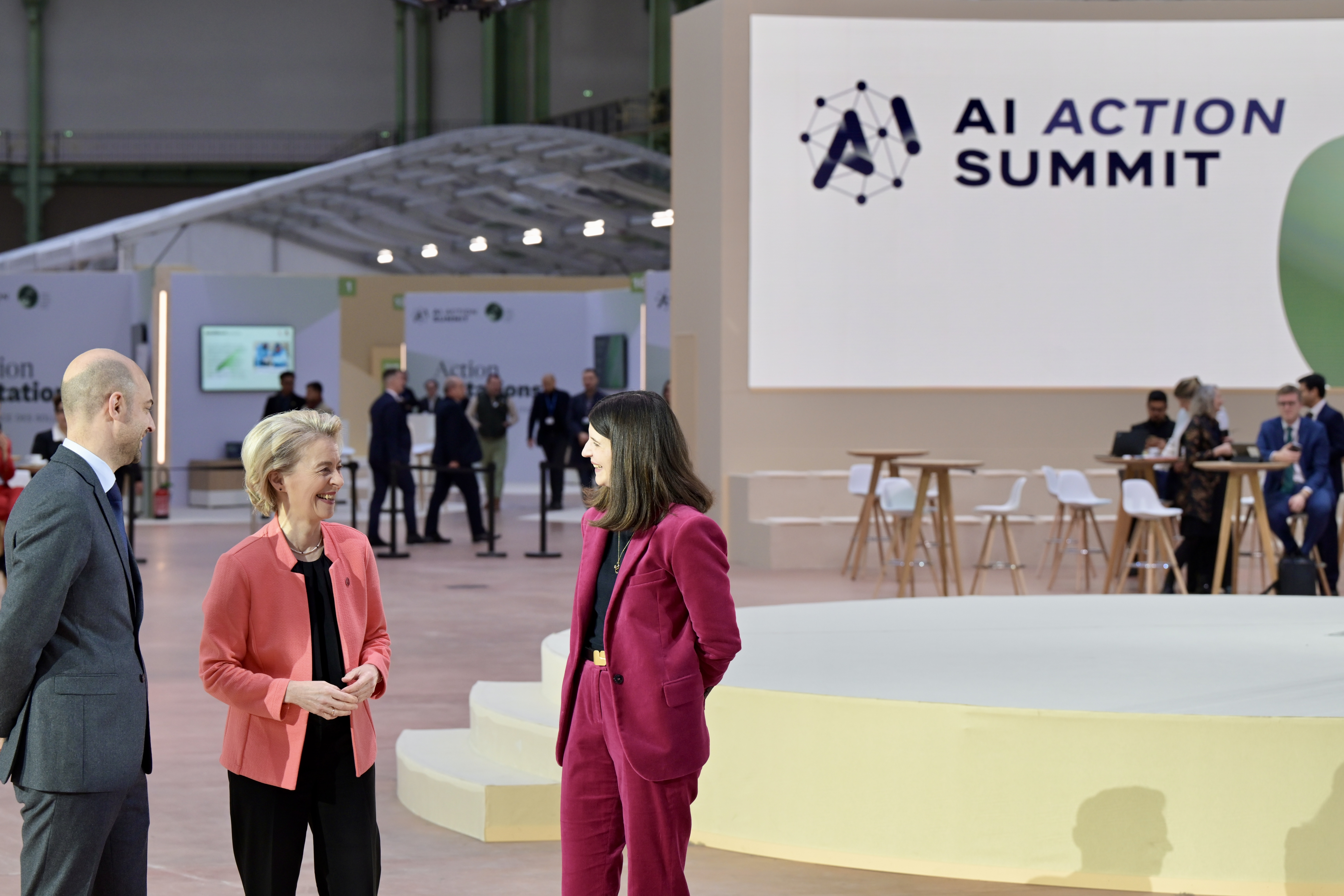
Jean-Noël Barrot et Clara Chappaz accueillant Ursula von der Leyen (au centre), présidente de la Commission européenne, au Grand Palais.

L'événement recueille la présence du président de la France, Emmanuel Macron, et du Premier ministre de l'Inde, Narendra Modi. Y sont également présents de nombreux chefs d'État, comme le Canadien Justin Trudeau, et du secrétaire général de l'ONU António Guterres. Son organisation a été confiée à Anne Bouverot (envoyée spéciale du président de la République). À l'occasion du sommet, 61 pays, ainsi que l'Union européenne et la Commission de l'Union africaine, signent une déclaration commune, les États-Unis et le Royaume-Uni refusant d'y participer. Le nouveau vice-président américain, JD Vance, y critique la régulation que certains gouvernements cherchent à implémenter,.
Ce sommet a été présenté comme le cadre d'un débat ouvert et constructif entre les parties prenantes. Il s'est conclu par la mise en place d'une « Coalition pour une IA durable », qui engage la France, la Chine, l'Inde et une soixantaine de pays[réf. nécessaire], à placer l'intelligence artificielle sur une trajectoire plus éthique et plus soutenable, et donc plus respectueuse de l'environnement et encadrée par une gouvernance basée sur un « dialogue mondial », en évitant de surcroît « une concentration du marché », afin que cette technologie soit plus accessible et utile « pour les populations et la planète », et notamment pour les habitants des pays du Sud, une demande rappelée par Narendra Modi et par Azali Assoumani (président de l'Union des Comores, et qui fut président de l'Union africaine en 2023).

## Objectifs et enjeux
Ce sommet visait principalement à définir et promouvoir une IA responsable et transparente, s'appuyant donc sur des principes éthiques et des lignes directrices claire et partagées dans le monde, pour garantir le respect des droits humains, dont en limitant les biais favorisant ou amplifiant les inégalités et discriminations. La question de l'open-source, présentée comme nécessaire par Narendra Modi dans son discours introductif a aussi été mise en avant dans les tables rondes.[réf. souhaitée]
L'événement avait notamment pour objectif de promouvoir l'action française et européenne dans le milieu de l'intelligence artificielle. Le sommet est organisé autour de cinq volets thématiques :
1. « l'IA au service de l'intérêt public » ;
2. « l'avenir du travail » ;
3. « innovation et culture » ;
4. « l'IA de confiance » ;
5. « la gouvernance mondiale de l'IA »[13].

Parmi les principaux enjeux du Sommet de 2025, outre l'ambition affichée par Emmanuel Macron de « placer la France au cœur des débats internationaux sur l'avenir de l'IA », figurent les thèmes suivants : 
- encourager la coopération internationale en matière de recherche et de développement pour une IA fiable, éthique et à moindre empreinte écologique, qui ne devienne pas « hors de contrôle » ;
- adapter le droit, international notamment, pour mieux limiter et contrôler les risques émergents liés à l'IA, avec des règles claires encadrant son développement et ses usages ;
- associer le public pour que l'IA lui soit utile et utilisée de manière responsable. L'industrie naissante de l'IA souhaite aussi renforcer la confiance du public dans cette technologie, ce qui implique une communication transparente, crédible et accessible à tous ;
- lutter contre les inégalités : divers acteurs, dont AlgorithmWatch, alertent sur le potentiel qu'a l'IA de creuser les inégalités, dont face à l'éducation, l'emploi, la richesse et les services. Ce sommet visait aussi à proposer des solutions pour éviter cet écueil, et faire au contraire de l'IA un outil de réduction des inégalités ;
- anticiper les risques ; l'IA soulève des questions de fiabilité : une étude[15] de la BBC (11 février 2025) conclut à des inexactitudes et/ou à un mauvais sourçage dans 50% des réponses de ChatGPT, Gemini, Copilot et Perplexity ; et de même parfois pour Le Chat (le robot conversationnel américano-français de Mistral AI)[16]. Outre la sécurité informatique, la confidentialité et la responsabilité sont aussi des enjeux importants, qu'il faut anticiper et traiter par des mécanismes de contrôle et de surveillance appropriés ;
- favoriser l'inclusion et la diversité, pour une IA qui profite à tous (au service du bien commun]), indépendamment de l'origine, du genre ou du statut social de l'utilisateur, dont en luttant contre les biais algorithmiques et les usages malveillants de l'IA ;
- préparer l'avenir et notamment le défi de l'emploi, avec un marché du travail pouvant être bouleversé, mais aussi bénéficier de nouvelles opportunités. Le sommet abordera la question de la requalification des travailleurs et de la création d'emplois de qualité dans l'économie de l'IA.

## Programme

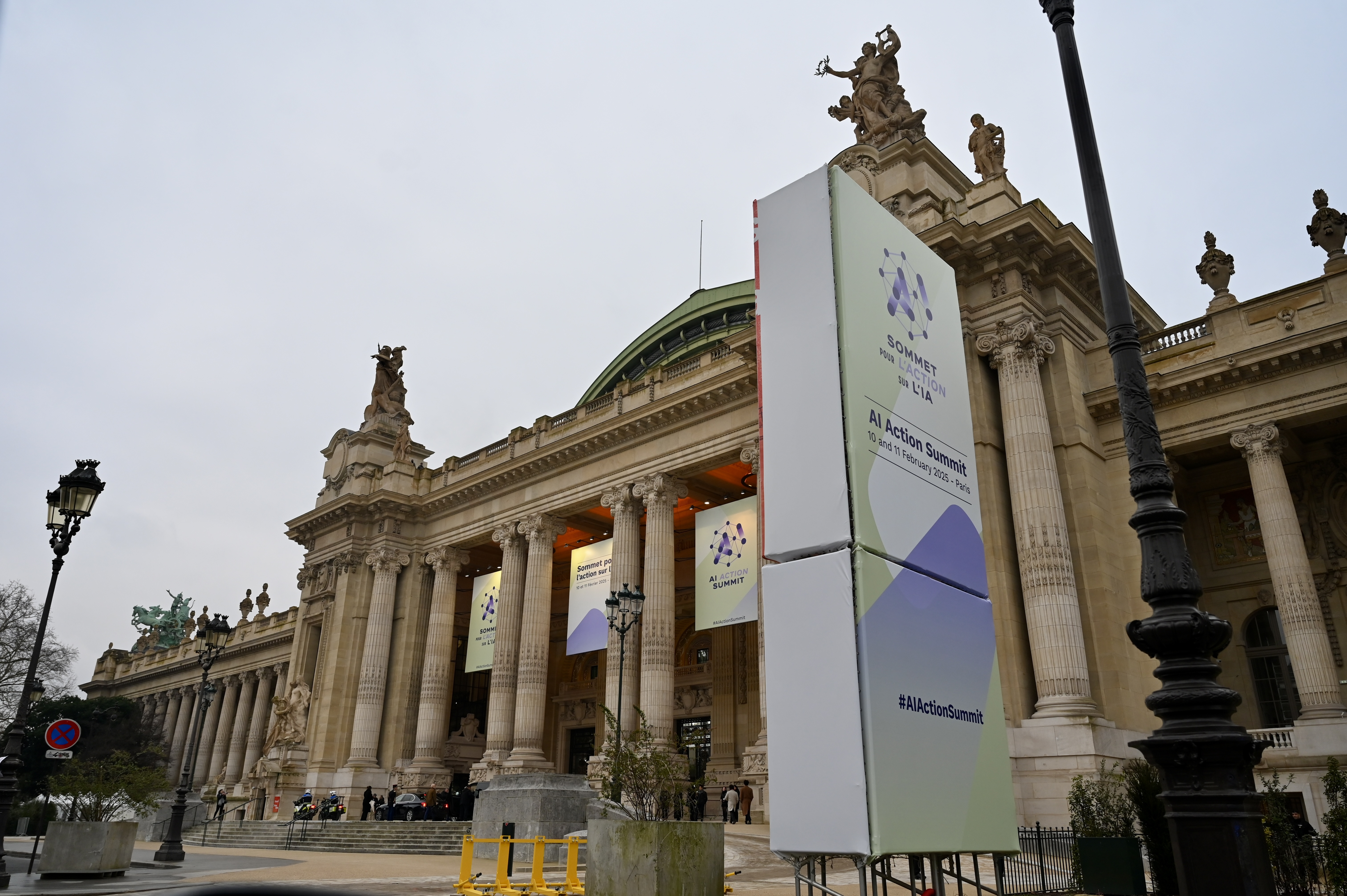
Le Grand Palais à Paris, où se déroule l'évènement.

### Journées précédentes
- 6-7 février : journées scientifiques, organisées par l'Institut Polytechnique de Paris, Inria et les communautés de recherche, avec des conférences et ateliers sur les avancées scientifiques en IA, et des discussions sur les enjeux éthiques et sociaux de l'IA[17].
- 8-9 février : week-end culturel, avec des expositions et installations artistiques explorant l'IA et ses impacts, des événements parallèles pour les citoyens et les entreprises.

### Journées du sommet
- 10 février : sommet international au Grand Palais, ouvert par Emmanuel Macron et Narendra Modi, puis session plénière avec d'autres chefs d'État, des décideurs et des experts internationaux, et des ateliers sur la gouvernance de l'IA, la cybersécurité, et l'impact environnemental.
- 11 février : journée destinée aux entreprises, avec un « Business Day » à Station F avec des présentations et des discussions sur les opportunités économiques de l'IA, notamment présentées par Sam Altman, le patron d'OpenAI, interrogé par Clara Chappaz (ministre déléguée française, chargée de l'intelligence artificielle).

## Contre-sommets

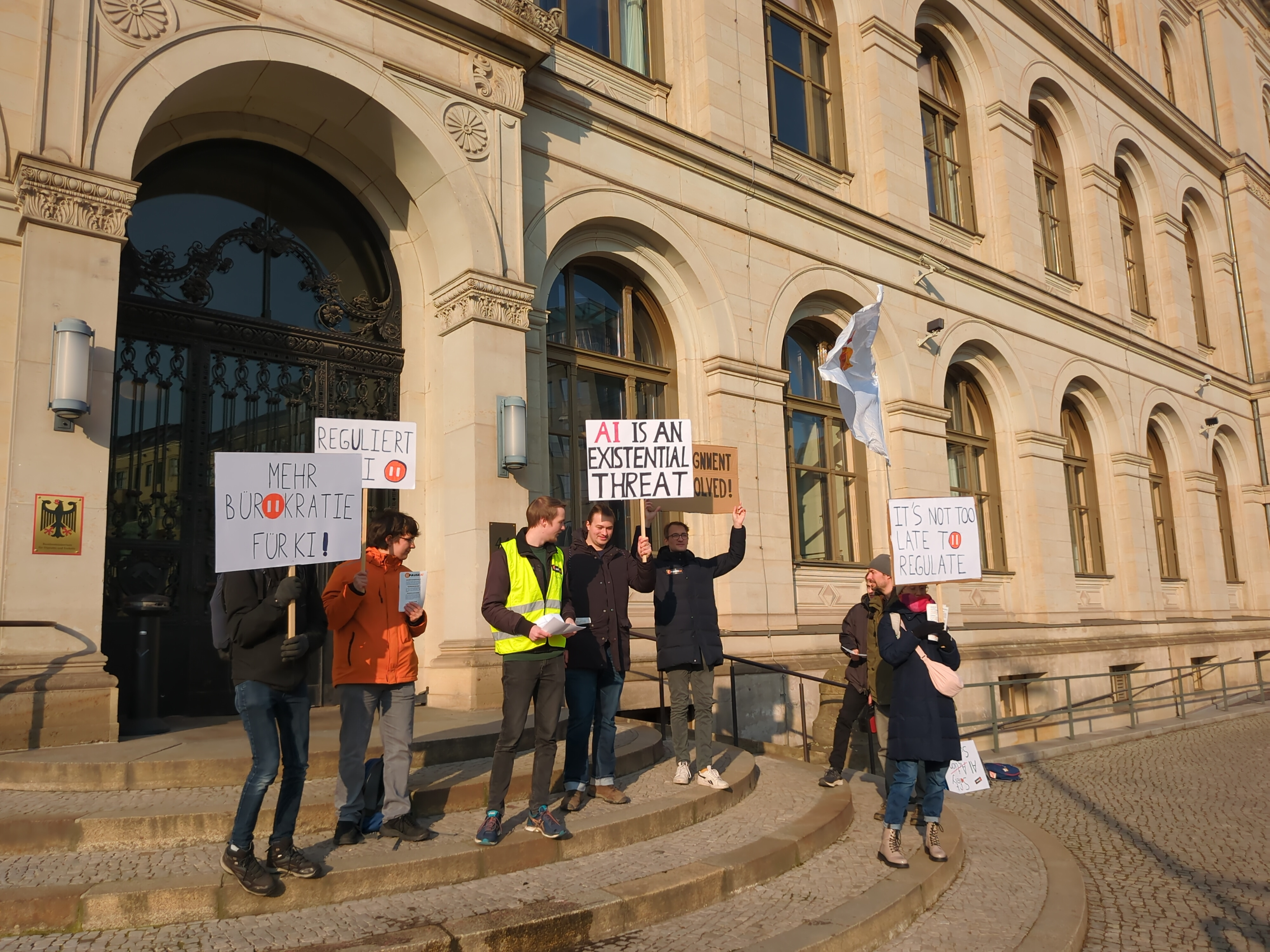
Manifestation le 8 février 2025 contre le Sommet à Berlin (Allemagne), devant les locaux du Ministère fédéral du Numérique.

Plusieurs contre-sommets se différenciaient par leur affinité avec l'IA et leur niveau d'engagement ont eu lieu entre le 8 et le 10 février, proposant des visions plus humaines et éthiques de l'utilisation de l'IA.
Le mouvement néo-luddite international Anti-Tech Résistance (ATR) a organisé un Contre-sommet de l’IA le samedi 8 février à la Bourse du travail à Paris. Cet après-midi de conférences dénonçant l’intelligence artificielle a réuni environ 200 personnes, plusieurs journalistes une dizaine de collectifs technocritiques et écologistes dont notamment l’Association française contre l’intelligence artificielle (Afcia), Extinction Rebellion, l’association Lève les yeux, le journal Le Chiffon, les Amis de la Décroissance, le collectif Ecran Total, le syndicat Sud Culture Solidaires.
Le collectif international Pause IA, qui milite pour la prise en compte des risques liés à l'IA, a organisé la table ronde « Reprendre le contrôle, Forum des solutions pour une IA compatible avec l'humanité » le 8 février au Learning Planet Institute. Les conférences qui ont réunies 150 participants tournaient autour de l'évaluation des risques de l'IA, les possibilités de contrôle et de sécurisation[source insuffisante].
Le 9 février, une centaine de personnes issues de collectifs technocritiques dont Anti-Tech Resistance, les amis de la Décroissance, Extinction Rebellion, Ecran Total, ont manifesté contre l’IA, à la suite d'un appel de l’Assemblée Générale Anti-Industrielle Parisienne (AGAIP) près du Grand Palais (hors du périmètre d’interdiction) le dimanche 9 février ; avec des prises de parole critiques de l’IA
Un contre-sommet de l'IA « Pour un humanisme de notre temps », s'est tenu le 10 février au Théâtre de la Concorde, près du Grand Palais, co-organisé par le philosophe Éric Sadin et le journaliste Eric Barbier, avec le soutien du Syndicat national des journalistes (SNJ, dont E. Barbier est le référent IA générative), « pour faire valoir d’autres aspirations que celles fondées sur un strict utilitarisme ». Il a réuni environ 700 personnes, dont des journalistes, des artistes, auteurs de BD (dont plus d'un tiers en France vivaient déjà sous le seuil de pauvreté en 2017) et autres professionnels de l'image, des doubleurs de voix et des représentants de la société civile plutôt opposés à l'IA ou inquiets de ses effets sociétaux et sur les métiers. Ils ont exprimé leurs inquiétudes concernant la collusion entre le monde politique et les lobbies du monde de la tech, les effets directs et indirects de l'IA sur le travail, sur la création artistique (pillage du travail des artistes et créatifs), l'éducation, et la surveillance de la population, en cherchant à mettre en lumière les conséquences concrètes de l'IA sur notre quotidien. « On voit même des festivals de BD qui font maintenant faire leurs affiches officielles par des IA pour économiser quelques centaines d’euros », déplore Frédéric Maupomé, alors que Brigitte Lecordier (porte-parole du collectif "#TouchePasMaVF") dénonçait les effets de l'IA sur son métier, en parlant avec la voix de Sangoku, qu’elle double habituellement. Parmi les orateurs figuraient Anne Hidalgo, Guillaume Pitron, Fabien Lebrun, Corentin de Montmarin. Neuf grandes institutions, dont l'Arcep, l'Ademe, le Conseil économique social et environnemental (Cese) et le Conseil national du numérique (CNum), se sont prêtées à l'expérience d'explication pédagogique du sujet des impacts climatiques de l'intelligence artificielle (IA) devant un « tribunal des générations futures ». Ce dispositif participatif, proposé par la rédaction du magazine Usbek & Rica, a simulé un procès qui, en dépit des argumentaires de deux témoins sur trois plutôt favorables à l'IA – un chercheur de l'INRIA et un représentant de Mistral (l'IA franco-américaine la plus médiatisée) au vote suivant : 56% des votants ont répondu « non » à la question posée : « Y a-t-il une IA pour sauver la planète ? ».
Les arguments retenus par les jurés étaient que :
- les data-centers nécessaires à l'entraînement et au fonctionnement des IA consomment une quantité croissante et insoutenable de puces, de métaux et terres rares, d'énergie (et d'eau pour le refroidissement). Déjà responsables de 14% de l'empreinte carbone du numérique, ils vont tripler l'empreinte carbone du numérique d'ici à 2050 si la tendance se poursuit. Le numérique émet 4% des gaz à effet de serre selon Jacques Sainte-Marie (INRIA). Les géants de la Tech ont déjà dû renoncer à leurs projets de neutralité carbone, à cause de l'IA. Selon Lou Welgryn (de Data For Good), « Google a augmenté ses émissions de 50%, Microsoft de 30% depuis 2020 », et ces chiffres seraient sous-évalués de 662 %, selon une enquête du Guardian citée par le « procureur » de ce tribunal. Pour Charles Gorintin (cofondateur de Mistral), les data-centers ne consomment « que » 4 à 5% des 2% de l'électricité mondiale consommée par le numérique (soit 0,02% de toute l'électricité dépensée) et leur efficacité énergétique s'améliore (ils sont 100 fois plus efficaces qu'en 2008, et les modèles d'IA seraient « 100 fois plus efficaces qu'il y a trois ans » ; et l'IA peut aussi contribuer aux économies de flux et d'énergie).
- L'« effet rebond » efface les gains environnementaux de ces progrès, par l'augmentation de l'utilisation de l'IA. « Un seul contrat IA de Microsoft avec ExxonMobil correspond à 50 000 barils de pétrole supplémentaires », dénonce Lou Welgryn. Quand, dans la fast fashion, Shein utilise l'IA pour constamment renouveler ses collections, elle augmente la surconsommation et le gaspillage et les impacts de la mode. Lou Welgryn appelle à « un numérique qui place les droits humains et la justice environnementale au cœur » de l'IA. Jacques Sainte-Marie note l'apparition encourageante de « petits modèles plus économes en ressources » et le cas de DeepSeek, mais plaide pour plus de transparence sur les impacts du numérique de la part des « Big Tech », rappelant qu'un « Institut national de l'évaluation et de la sécurité de l'IA » (Inesia) sera créé sous peu[22]. Le témoin représentant Mistral a promu l'open source et une mutualisation pour économiser l’énergie et réduire les impacts de l’IA.

Le 20 février, le théâtre de la Concorde accueillera la 4e séquence du Séminaire « IA, démocraties et milieu informationnel » (lancé en octobre 2024 par Hugo Micheron, enseignant-chercheur à Sciences-Po), avec comme invité Bertrand Rondepierre, ex-membre du laboratoire DeepMind de Google et directeur de l'Agence ministérielle pour l'intelligence artificielle de Défense (AMIAD), crée en 2024 pour piloter le déploiement de l'IA dans l'armée française.

## Position de la France
Dans son discours final, Emmanuel Macron a dit vouloir faire passer le nombre (40 000/an) de datascientists formés en France à 100 000 par an, et aider transversalement un grand nombre de métiers à intégrer l'IA, ce qui implique de créer beaucoup plus de datacenters et de puces (produites en partenariat avec des partenaires américains et asiatiques), et d'avoir une offre en énergie décarbonée, et une offre en espaces (35 sites sont déjà identifiés comme disponible qui pourraient être mis à disposition d'entreprises de centres de données, « prêts à l'emploi »), mais choisis sans concertation avec la population ou les riverains, regrette le tribunal du contre-sommet, alors que cette activité est très consommatrice d'électricité et d'eau. Le discours présidentiel a repris la demande faite en 2024 à Emmanuel Macron par un rapport de la « Commission de l'intelligence artificielle » (13 mars 2024), plaidant pour l'implantation rapide de nouveaux Data Centers en France ; avec des procédures accélérées, et des incitations financières pour les communes acceptant de les accueillir.
Le président met en avant l'énergie nucléaire, pilotable et sobre en carbone, disponible en France (90 TWh exportés l'an dernier), alors qu'aux États-Unis, a-t-il rappelé, on encourage encore les énergies fossiles (« Drill, baby, drill » de Donald Trump) quand en France, on a une énergie décarbonée (« Plug, baby, plug »). Le président s'engage à « aller toujours plus vite », citant l'exemple de Peugeot et Citroën qui ont signé un accord avec Mistral. Il encourage les acteurs européens à « acheter européen ».

## Position des États-Unis

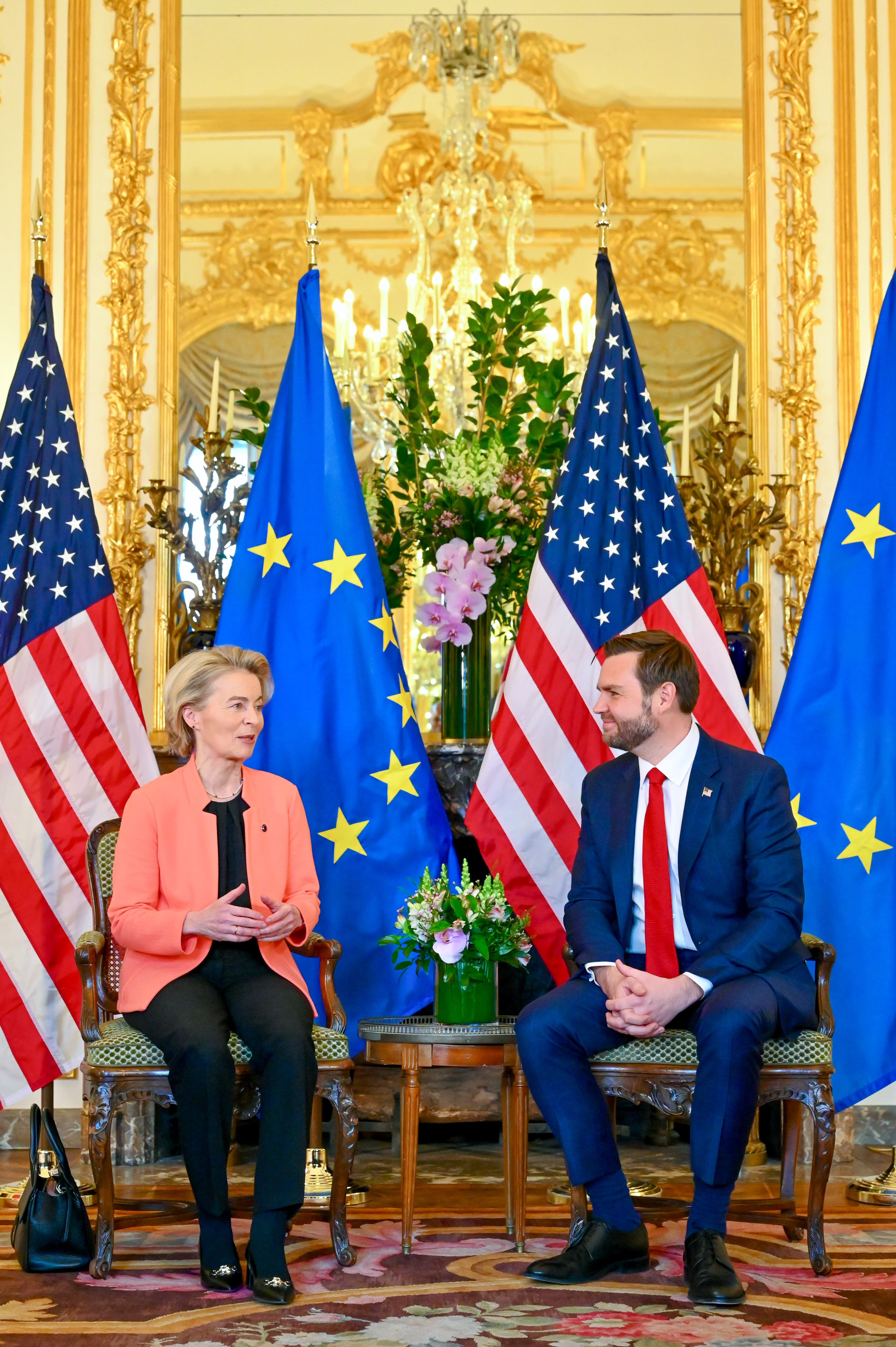
Rencontre en marge du Sommet entre Ursula von der Leyen, présidente de la Commission européenne, et J. D. Vance.

Donald Trump était représenté par le vice-président fédéral James David Vance, lequel a mis en garde les participants au sommet contre une « régulation excessive » de l'intelligence artificielle, qui « pourrait tuer une industrie en plein essor ».

## Résultats et suites éventuelles
Une déclaration commune signée par une soixantaine de pays, et affirmant les priorités suivantes :
1. « Promouvoir l'accessibilité de l'IA pour réduire la fracture numérique » ;
2. « Veiller à ce que l'IA soit ouverte à tous, inclusive, transparente, éthique, sûre, sécurisée et digne de confiance, dans le respect des cadres internationaux » ;
3. « Permettre l'innovation dans le domaine de l'IA en créant les conditions propices à son développement et en évitant la concentration du marché, soutenant ainsi le redressement industriel et le développement » ;
4. « Encourager un déploiement de l'IA qui ait une incidence positive sur l'avenir du travail et des marchés du travail et qui ouvre des perspectives de croissance durable » ;
5. « Rendre l'IA durable pour les populations et la planète » ;
6. « Renforcer la coopération internationale et promouvoir la coordination de la gouvernance internationale ».

En outre, ont été annoncés : 
- Une nouvelle fondation, dite Current AI[29], été lancée à cette occasion par 9 pays (France, Allemagne, Finlande, Slovénie, Suisse, Chili, Maroc, et Nigeria) avec le soutien de patrons de la Tech, dotée de 400 millions de dollars, pour financer des projets d'intérêt général, éthique et accessibles à tous, dans le domaine de l'IA, en espérant lever jusqu'à 2,5 milliards de dollars sur cinq ans[30],[31] ;
- Un Observatoire de l'impact énergétique de l'intelligence artificielle, y est également annoncé, créé sous l'égide de l'Agence internationale de l'énergie[32].

Plusieurs annonces ont été faites à ce sommet :
- des investissements massifs (109 milliards d'euros annoncés par Emmanuel Macron, un investissement pour remettre la France dans la course (avec l'UE, qui s'apprête à annoncer sa nouvelle stratégie pour l'IA), incluant la formation en France de 100 000 jeunes aux technologies de l'IA chaque année. La transmission, les autorisations, les octrois de permis, les essais cliniques, pour nous aligner sur le reste du monde, afin d'accélérer les investissements publics et privés. « J'ai bien reçu le message des investisseurs », a-t-il insisté, « je leur ai dit aujourd'hui que nous allons adopter la stratégie que nous avons utilisée pour Notre-Dame de Paris (…) pour les data-centers, pour les autorisations de mise sur le marché, pour l'IA et l'attractivité »[33] ;
- un centre de données, près de Paris, destiné aux activités de la licorne française Mistral, financé par le fonds canadien Brookfield[34] un projet de méga-centre de données d'IA de 1 GW (gigawatt) à Cambrai (20 milliards d'euros) à l'horizon 2030, selon un protocole d'accord signé le 31 janvier 2024 entre Emmanuel Macron et Bruce Flatt (PDG du fonds canadien « Brookfield ») ;
- Des partenariats internationaux : un projet avec les Émirats arabes unis, pour un campus de centres de données d'IA d'un gigawatt, est également en cours de développement ;
- Des principes de gouvernance : le sommet a mis l'accent sur la mise en place d'une gouvernance de l'IA efficiente et inclusive, ainsi que sur la création d'écosystèmes d'IA compétitifs et durables.

Le sommet a été accompagné par d'autres événements, de nombreux articles, et des sujets traités dans les médias. La journée de plénière internationale s'est conclue par un discours d'E. Macron et la présentation sur grands écrans incurvés au Grand Palais, d'anamorphoses artistiques promptées par Agoria (Sébastien Devaud), croisant la musique électronique et les arts numériques.
Narendra Modi a soutenu la décision prise lors du premier sommet organisé par la France de créer la « Fondation pour l'IA » et le « Conseil pour une IA durable », et proposé que l'Inde accueille le prochain Sommet d'action sur l'IA ; « Nous devons également faire en sorte que le « Partenariat mondial pour l'IA » soit véritablement mondial. Il devrait être plus inclusif du Sud et de ses priorités, préoccupations et besoins » a-t-il précisé.

## Réactions
Le sommet a été décrit comme globalement opposé à la réglementation de l'IA et mettant en avant les entreprises et les investisseurs. Le rédacteur IA du magazine Fortune, Jeremy Kahn, a décrit le sommet comme un « festival de l'IA », avec des événements fastueux pour les entreprises et une soirée dansante, le mettant en contraste avec l'ambiance « résolument sobre » du premier sommet à Bletchley Park.
Les partisans de la sécurité de l'IA ont critiqué le sommet comme insuffisant. Yoshua Bengio a notamment décrit le sommet comme une « occasion manquée », de même que Dario Amodei qui a regretté que le sommet ne fasse pas davantage pour gérer les risques potentiels liés à l'intelligence artificielle générale.
Kevin Roose a écrit dans The New York Times « La plus grande surprise du sommet de Paris, pour moi, a été de constater que les décideurs politiques ne semblent pas comprendre à quel point des systèmes d'IA puissants pourraient arriver rapidement, ni à quel point ils pourraient être perturbateurs ».